# رباعي أضلاع مماسي خارجي

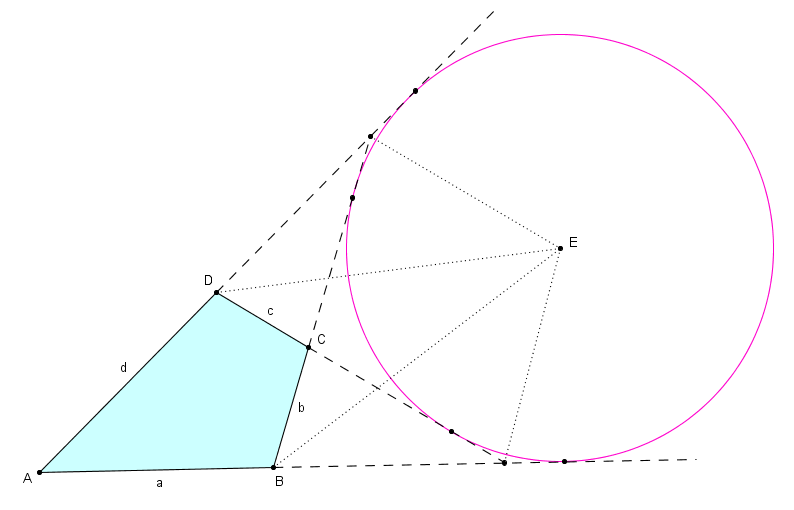
شكل رباعي سابق مماس ABCD وحوله

في الهندسة الإقليدية، الرباعي المماسي السابق هو :رباعي محدب حيث تكون امتدادات الأضلاع الأربعة مماسة لدائرة خارج الرباعي. وقد أطلق عليه أيضًا شكل رباعي قابل للتفسير . تسمى الدائرة بالحافة ، نصف قطرها هو الخارج ومركزها المثير ( E في الشكل). يقع المثير عند تقاطع ستة مناصرات الزاوية. هذه هي منصفات الزاوية الداخلية عند زاويتين متقابلتين للرأس ، ومنصف الزوايا الخارجية (منصفات الزوايا التكميلية ) عند زاويتين أخريين للرأس ، ومنصف الزوايا الخارجية عند الزوايا المتكونة عند تقاطع امتدادات الأضلاع المتقابلة (انظر الشكل إلى يمينًا ، حيث أربعة من هذه الأجزاء الستة عبارة عن مقاطع خطية منقطة). يرتبط الرباعي المماسي ارتباطًا وثيقًا بالشكل الرباعي المماسي (حيث تكون الأضلاع الأربعة مماسًا لدائرة).
هناك اسم آخر لمقطع دائري وهو دائرة مقيدة ،  ولكن هذا الاسم استخدم أيضًا لدائرة مماس أحد جوانب شكل رباعي محدب وامتدادات ضلعين متجاورين. في هذا السياق ، تحتوي جميع الأشكال الرباعية المحدبة على أربع دوائر مقيدة ، ولكن يمكن أن يكون لها على الأكثر دائرة واحدة.

## حالات خاصة
الطائرات الورقية هي أمثلة على الأشكال الرباعية العرضية السابقة. يمكن اعتبار المتوازيات (التي تتضمن المربعات والمعينية والمستطيلات ) أشكالًا رباعية الأضلاع متماسية ذات نطاق خارجي لانهائي نظرًا لأنها تلبي التوصيفات الواردة في القسم التالي ، ولكن لا يمكن أن يكون المنحني مماسًا لكلا أزواج امتدادات الأضلاع المتقابلة (لأنها متوازية ). الأشكال الرباعية المحدبة التي تشكل أطوال أضلاعها تقدمًا حسابيًا دائمًا ما تكون غير مماسية لأنها تلبي التوصيف أدناه لأطوال الأضلاع المجاورة.

## التوصيفات
يكون الشكل الرباعي المحدب خارجًا مماسيًا إذا وفقط إذا كان هناك ستة منصفات زوايا متزامنة. هذه هي منصف الزاوية الداخلية عند زاويتين متقابلتين للرأس ، ومنصف الزوايا الخارجية عند زاويتين أخريين للرأس ، ومنصف الزوايا الخارجية عند الزوايا التي تشكلت عند تقاطع امتدادات الأضلاع المتقابلة.
لغرض الحساب فإن التوصيف الأكثر فائدة هو أن الشكل الرباعي المحدب ذو الأضلاع المتتالية a, b, c, d يكون خارجًا مماسيًا إذا وفقط إذا كان مجموع ضلعين متجاورين مساويًا لمجموع الضلعين الآخرين. هذا ممكن بطريقتين مختلفتين - إما
{\displaystyle a+b=c+d}
أو
{\displaystyle a+d=b+c.}
تم إثبات ذلك من قبل جاكوب شتاينر في عام 1846. في الحالة الأولى ، يكون غير الدائرة خارج أكبر الرؤوس A أو C ، بينما في الحالة الثانية يكون خارج أكبر الرؤوس B أو D ، بشرط أن تكون أضلاع الشكل الرباعي ABCD هي a = AB ، b = BC و c = CD و d = DA . تتمثل إحدى طرق الجمع بين هذه التوصيفات فيما يتعلق بالأضلاع في أن القيم المطلقة للاختلافات بين الأضلاع المتقابلة متساوية للزوجين من الأضلاع المتقابلة ، 
{\displaystyle |a-c|=|b-d|.}
ترتبط هذه المعادلات ارتباطًا وثيقًا بنظرية بيتوت للأشكال الرباعية العرضية ، حيث تكون مجموع الأضلاع المتقابلة متساوية لزوجي الأضلاع المتقابلة.

### نظرية Urquhart
إذا تقاطعت الأضلاع المتقابلة في الشكل الرباعي المحدب ABCD عند النقطة E و F، إذن:
{\displaystyle AB+BC=AD+DC\quad \Leftrightarrow \quad AE+EC=AF+FC.}
تمت تسمية الدلالة الموجودة على اليمين باسم LM Urquhart (1902-1966) على الرغم من إثباتها قبل ذلك بوقت طويل من قبل Augustus De Morgan في عام 1841. أطلق عليها دانيال بيدو اسم النظرية الأكثر بدائية في الهندسة الإقليدية لأنها تتعلق فقط بالخطوط المستقيمة والمسافات. وقد أثبت موفق حجة أن هناك تكافؤًا في الواقع ،  مما يجعل المساواة في الحق شرطًا آخر ضروريًا وكافيًا ليكون الشكل الرباعي غير مماسي.

### مقارنة مع شكل رباعي مماسي
عدد قليل من الخصائص المترية للأشكال الرباعية العرضية (العمود الأيسر في الجدول) لها نظائر متشابهة جدًا للأشكال الرباعية العرضية السابقة (العمود الأوسط والأيمن في الجدول) ، كما يتضح من الجدول أدناه. وبالتالي ، فإن الشكل الرباعي المحدب له دائرة أو دائرة خارج الرأس المناسب (اعتمادًا على العمود) إذا وفقط إذا تم استيفاء أي من الشروط الخمسة الضرورية والكافية أدناه.
| إنطلاقة                                                                                       | قطع دائرة خارج أ أو ج                                                                         | قطع دائرة خارج B أو D.                                                                        |
| --------------------------------------------------------------------------------------------- | --------------------------------------------------------------------------------------------- | --------------------------------------------------------------------------------------------- |
| {\displaystyle R_{1}+R_{3}=R_{2}+R_{4}}                                                       | {\displaystyle R_{1}+R_{2}=R_{3}+R_{4}}                                                       | {\displaystyle R_{1}+R_{4}=R_{2}+R_{3}}                                                       |
| {\displaystyle agh+cef=beh+dfg}                                                               | {\displaystyle agh+beh=cef+dfg}                                                               | {\displaystyle agh+dfg=beh+cef}                                                               |
| {\displaystyle {\frac {1}{h_{1}}}+{\frac {1}{h_{3}}}={\frac {1}{h_{2}}}+{\frac {1}{h_{4}}}}   | {\displaystyle {\frac {1}{h_{1}}}+{\frac {1}{h_{2}}}={\frac {1}{h_{3}}}+{\frac {1}{h_{4}}}}   | {\displaystyle {\frac {1}{h_{1}}}+{\frac {1}{h_{4}}}={\frac {1}{h_{2}}}+{\frac {1}{h_{3}}}}   |
| {\displaystyle \tan {\frac {x}{2}}\tan {\frac {z}{2}}=\tan {\frac {y}{2}}\tan {\frac {w}{2}}} | {\displaystyle \tan {\frac {x}{2}}\tan {\frac {w}{2}}=\tan {\frac {y}{2}}\tan {\frac {z}{2}}} | {\displaystyle \tan {\frac {x}{2}}\tan {\frac {y}{2}}=\tan {\frac {z}{2}}\tan {\frac {w}{2}}} |
| {\displaystyle R_{a}R_{c}=R_{b}R_{d}}                                                         | {\displaystyle R_{a}R_{b}=R_{c}R_{d}}                                                         | {\displaystyle R_{a}R_{d}=R_{b}R_{c}}                                                         |

الرموز في هذا الجدول هي كما يلي: في الشكل الرباعي المحدب ABCD يتقاطع الأقطار عند P. R 1 ، R 2 ، R3 ، R4 هي محيطات المثلثات ABP ، BCP ، CDP ، DAP ؛ h 1 ، h 2 ، h 3 ، h 4 هي الارتفاعات من P إلى الجانبين a = AB ، b = BC ، c = CD ، d = DA على التوالي في نفس المثلثات الأربعة ؛ e ، f ، g ، h هي المسافات من الرؤوس A ، B ، C ، D على التوالي إلى P ؛ x ، y ، z ، w هي الزوايا ABD و ADB و BDC و DBC على التوالي ؛ و R a و R b و R c و R d هما نصف القطر في الدوائر المماس خارجيًا للجوانب a و b و c و d على التوالي وامتدادات الضلعين المتجاورين لكل جانب.

## مساحة
الشكل الرباعي المماسي السابق ABCD مع الجوانبa, b, c, d له مساحة:
{\displaystyle \displaystyle K={\sqrt {abcd}}\sin {\frac {B+D}{2}}.}
لاحظ أن هذه هي نفس الصيغة الخاصة بمساحة الشكل -الرباعي المماسي-وهي مشتقة أيضًا من (صيغة بريتشنايدر) بالطريقة نفسها.

## إكراديوس
يُعطى الانحراف لرباعي أضلاع مماسي سابق مع الجوانب المتتالية a, b, c, d بواسطة:
{\displaystyle r={\frac {K}{|a-c|}}={\frac {K}{|b-d|}}}
حيث K هي مساحة الشكل الرباعي بالنسبة إلى الشكل الرباعي المماسي مع جوانب معينة، ويكون نصف القطر السابق هو الحد الأقصى عندما يكون الشكل الرباعي دوريًا أيضًا (وبالتالي رباعي الأضلاع سابقًا ثنائي المركز). تشرح هذه الصيغ سبب امتلاك كل متوازيات الأضلاع لانهائية نصف القطر السابق.

## الشكل الرباعي السابق ثنائي المركز
إذا كان الشكل الرباعي المماسي السابق له دائرة محيطية فيسمى: رباعي مركزين سابقين ، بعد ذلك نظرًا لأن لهازاويتان متقابلتان يتم إعطاء مساحته بواسطة:
{\displaystyle \displaystyle K={\sqrt {abcd}}}
وهو نفس الشكل الرباعي ثنائي المركز .
إذا كان x المسافة بين الدائرة المحيطية و المركز السابق إذًا:
{\displaystyle {\frac {1}{(R-x)^{2}}}+{\frac {1}{(R+x)^{2}}}={\frac {1}{r^{2}}},}
حيث (R) و (r) هما :محيط نصف القطر و نصف القطر السابق على التوالي. هذه هي نفس المعادلة مثل: نظرية فوس لرباعي ثنائي المركز. ولكن عند إيجاد قيمة x يجب أن نختار الجذر الآخر للمعادلة التربيعية للشكل الرباعي السابق ثنائي المركز مقارنة بثنائي المركزين، ومن ثم بالنسبة إلى المركز الثنائي السابق لدينا.
{\displaystyle x={\sqrt {R^{2}+r^{2}+r{\sqrt {4R^{2}+r^{2}}}}}.}
من هذه الصيغة يتبع ذلك
{\displaystyle \displaystyle x>R+r,}
مما يعني أنه لا يمكن للدائرة المحيطة والمقطع أن يتقاطع أحدهما مع الآخر.